# Cerezyna
Cerezyna – rafinowany ozokeryt, otrzymywany głównie z pozostałości po destylacji ropy naftowej.
Cerezyna używana m.in. do wyrobu świec, smarów, kremów, maści i jako materiał izolacyjny. Chemicznie jest to mieszanina wyższych parafin (węglowodorów wielkocząsteczkowych).

## Właściwości
- biała lub bezbarwna bezwonna masa, przypominająca wosk pszczeli
- nierozpuszczalna w wodzie, rozpuszczalna w rozpuszczalnikach organicznych
- temperatura topnienia: 68–72 °C, w cieple jest plastyczna
- stapia się jednorodnie z woskami

## Zastosowanie
- materiał impregnujący lub izolacyjny
- składnik smarów, pasty do butów, wosków modelowych, politury
- wyrób świec
- materiał izolacyjny w radioelektronice
- składnik niektórych maści magistralnych (np. maści tranowej z wątroby wątłusza na odmrożenia i rozpadliny skórne)

## Otrzymywanie
- Działanie stężonym kwasem siarkowym na ozokeryt w temp. 140–180 °C i odbarwianie węglem aktywowanym.